# 内大臣橋
内大臣橋（ないだいじんばし）は、熊本県下益城郡美里町と山都町を結ぶ橋。

## 概要
熊本県と宮崎県にまたがる内大臣国有林の森林資源開発のため、1963年（昭和38年）に架橋された。当時は東洋一のアーチ橋と言われていた（橋長 199.5 m、水面までの高さ 86.0 m）。開通当初は通行料が徴取されていたが、1980年（昭和55年）に無料化された。
平成11年度から平成12年度にかけ、現在の橋梁規格に適応した欄干の嵩上げと転落防止柵の設置、塗装工事が行われた。

## 諸元
- 橋格 - 二等橋（TL-14）
- 橋長 - 199.5 m

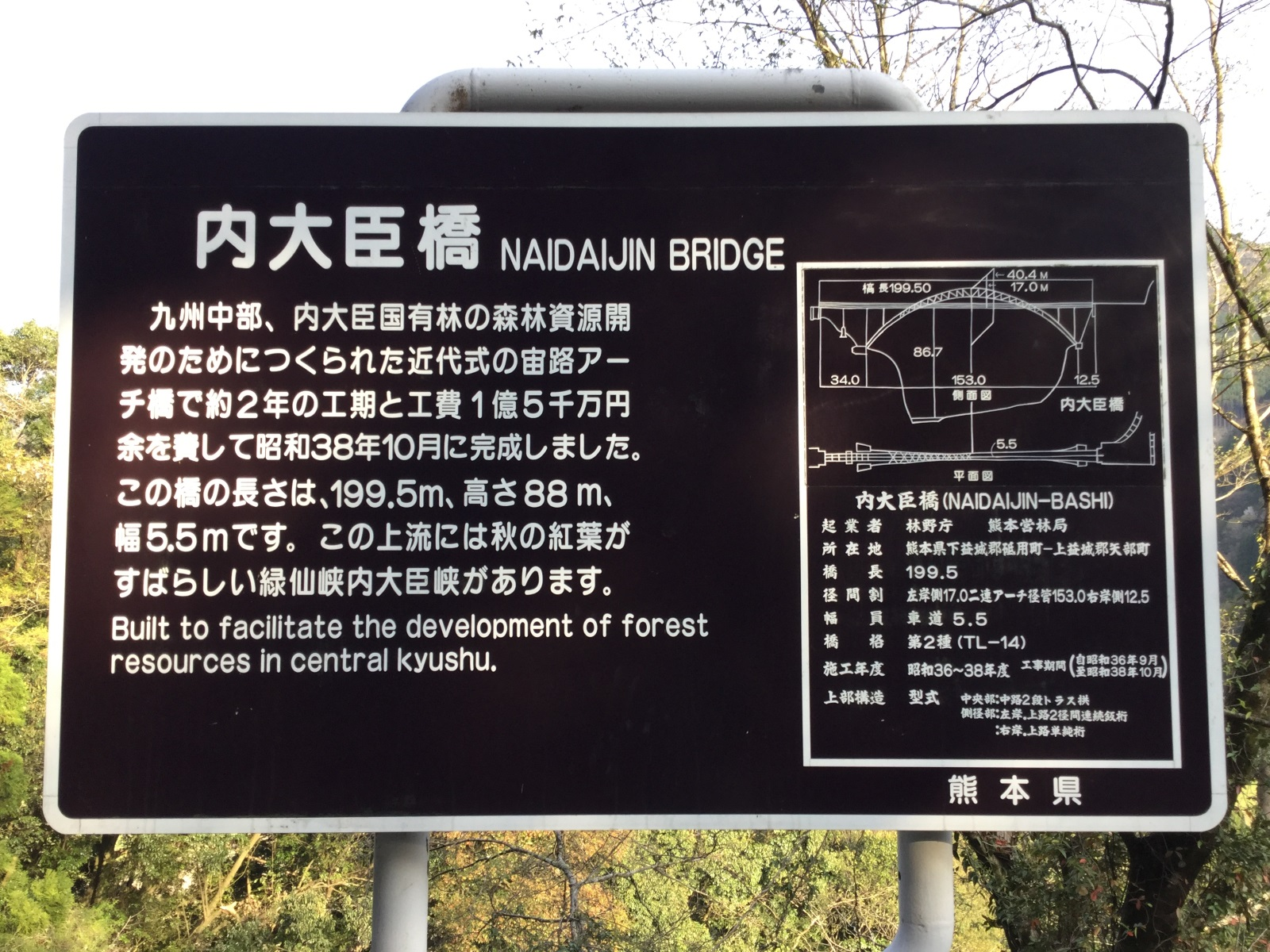
内大臣橋の説明看板

- 主径間 - 二連アーチ径管 153.0 m
- 有効幅員 - 車道5.5 m
- 形式 - 中路2段トラス橋 (中央部)
- 施工会社 - 櫻田機械工業株式会社、株式会社後藤組、住友建設株式会社
- 総事業費 - 151,557,000 円
- 着工 - 1961年（昭和36年）9月
- 竣工 - 1963年（昭和38年）10月
- 開通 - 1963年（昭和38年）11月

## 近隣の施設等
- 通潤橋
- 霊台橋
- 鮎の瀬大橋